# Cernotina encrypta
Cernotina encrypta är en nattsländeart som beskrevs av Oliver S. Flint Jr. 1971. Cernotina encrypta ingår i släktet Cernotina och familjen fångstnätnattsländor. Inga underarter finns listade i Catalogue of Life.